# Рожнявська обсерваторія

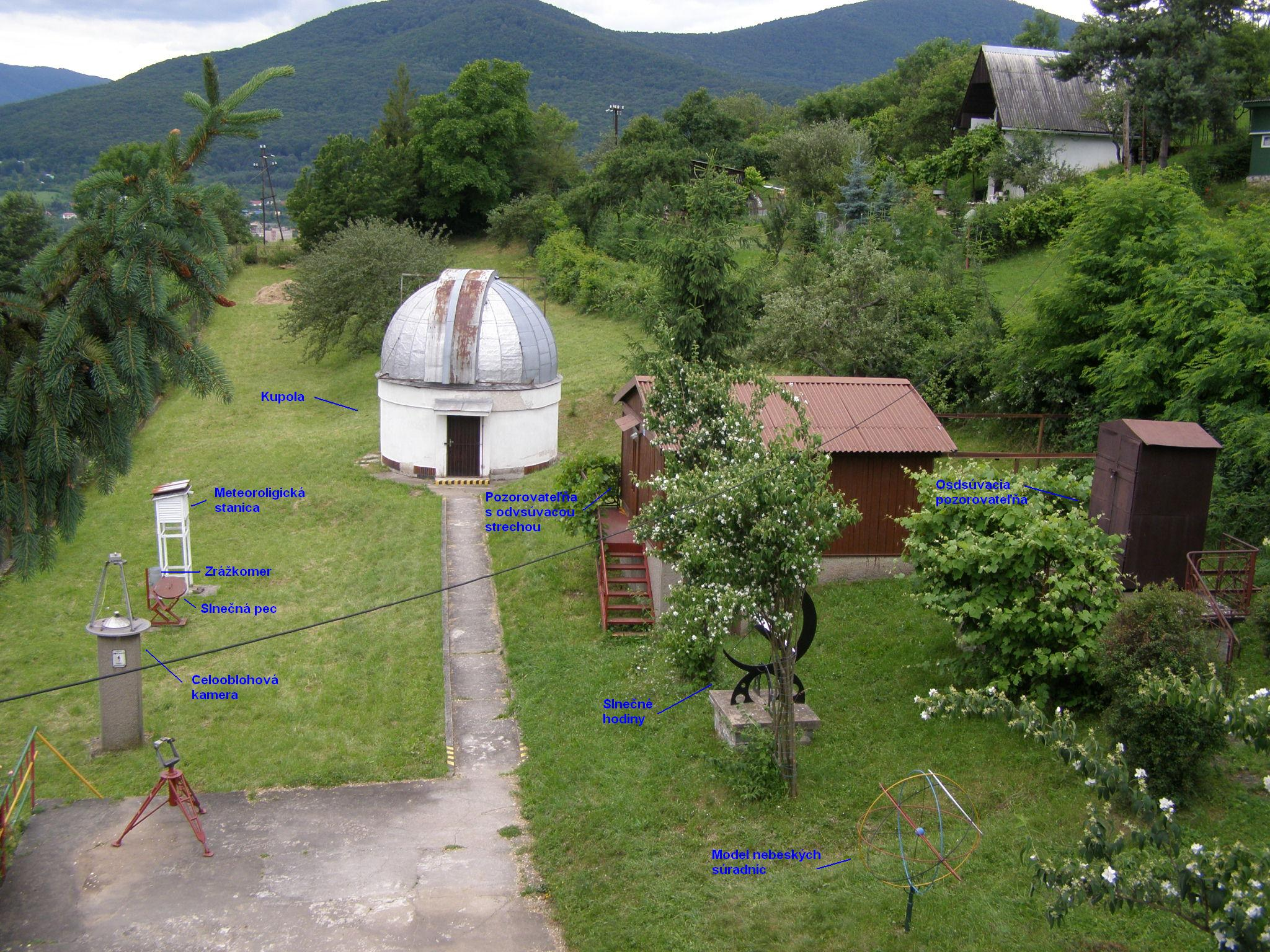
Майданчик Рожнявської обсерваторії

Рожнявська обсерваторія (словац. Hvězdárna Rožňava) — астрономічна обсерваторія в Словаччині в північній частині міста Рожнява. Повна офіційна назва — Астрономічний відділ Гемерського освітнього центру — Рожнявська обсерваторія (словац. Úsek astronómie Gemerského osvetového strediska — hvezdáreň Rožňava).

## Історія

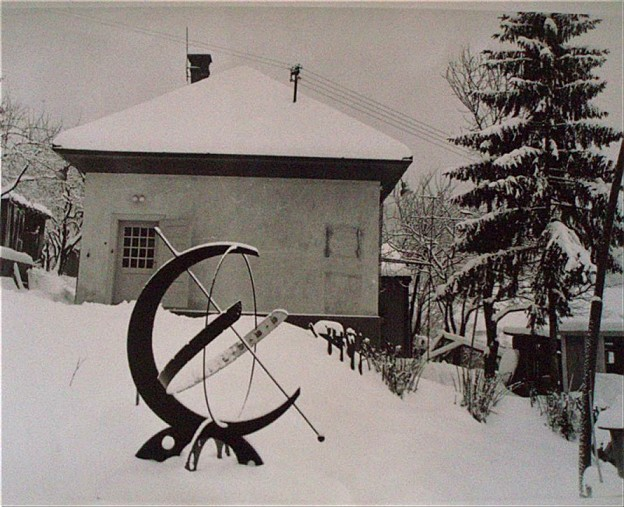
Обсерваторія в 1966 році

Перші згадки про астрономічну діяльність у Рожняві датуються 1951 роком. У цьому році кілька астрономів-аматорів об'єднались, щоб спільно вивчати астрономію. У 1956 році вони почали будувати перший телескоп, 15-сантиметровий рефлектор Ньютона. В 1961 році тут був створений астрономічний гурток.
У 1966 році муніципальний національний комітет придбав ділянку землі з невеликою будівлею, яку 15 травня 1966 року передали Астрономічному товариству для будівництва обсерваторії. Поступово тут були створені будівля для 15-сантиметроваго телескопа Ньютона, маятник Фуко, інші прилади. У 1967 році тут встановили оглядову камеру. У 1970 році побудували сонячний годинник, який став символом обсерваторії.
1 січня 1969 року обсерваторія стала незалежною установою — «Народною обсерваторією Уранії», директором якої був Юрай Гоморі. Того ж року обсерваторії вдалося придбати старий телескоп Ньютона з діаметром дзеркала 28 см і фокусною відстанню 2250 см. Наступного року була завершена будівля з розсувним дахом, в якій встановили цей телескоп. У 1972 році до нього додали рефрактор діаметром 11 см, виготовлений у 1900 році у Відні.
У 1974 році на території обсерваторії встановлено радіотелескоп для спостереження за ультракороткохвильовим радіовипромінюванням Сонця, а також побудовано «сонячну вежу» висотою 12 метрів. Також на рефлекторі Ньютона встановили фотокамеру для регулярного спостереження за сонячними плямами. Наступного року почалися експериментальні вимірювання температури й вологості повітря та побудовано сонячну піч для демонстрації геліоенергетики. З Праги привезли купол діаметром 6 м і вартістю 350 тис. тогочасних крон. Для демонстрації небесних координат і руху зір по небу встановили модель небесної сфери.
Метеорологічні спостереження були настільки успішними, що в 1982 році замовлено професійно обладнану метеостанцію та розпочато моніторинг інтенсивності сонячної радіації за допомогою геліографа.
На той час обсерваторія розміщувалась у переобладнаному житловому будинку, який від самого початку стояв на купленій обсерваторією ділянці. Але для роботи потрібні були більші приміщення, тому розпочали реконструкцію та добудову будівлі, завершену в 1983 році. Наступного року знесли сонячну вежу. Причиною стала відсутність запланованого наукового обладнання через його відсутність, а також небезпечність і неестетичність конструкції вежі. Перший професійний телескоп доставили в обсерваторію в 1989 році, це був рефрактор Цайса діаметром 100 мм і фокусною відстанню 1000 мм.
22 травня 1989 року почалося будівництво підкупольної ротонди, де планувалося розмістити рефрактор Куде діаметром 150 мм і фокусною відстанню 2250 мм, який мав бути доставлений до кінця року. Однак він був встановлений лише в 1993/1994 роках. На той час камера кругового огляду вже працювала незадовільно, і в червні 1991 року її роботу припинили.
З 1 січня 2009 року Рожнявська обсерваторія не має статусу юридичної особи й управляється Гемерським освітнім центром. Діяльність обсерваторії інтегровано в організаційну структуру центру і створено секцію астрономії, яка виконує завдання переважно у сфері науково-популярної, професійно-дослідної, спостережної та консультаційної діяльності.

## Обладнання

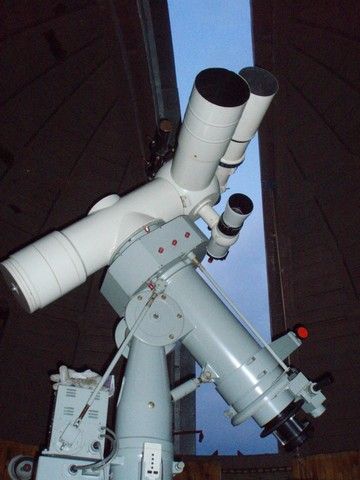
Рефрактор Куде

- Рефрактор Куде 150/2250 в обертовому куполі
- Подвійний телескоп 2x25/100
- Рефлектор Ньютона 310/1515
- Рефлектор 110/1500
- Подвійний телескоп Ньютона 2x130/1125
- Сонячна і місячна камера, рефрактор для фотографування 160/800
- Портативний рефлектор Ньютона 250/1500 на азимутальному монтуванні
- Кілька менших портативних телескопів і біноклів
- Сонячна піч Ø 430 мм
- Сонячна піч Ø 1600 мм
- Камера кругового огляду (неактивна)

Лекційна кімната на 40 осіб оснащена проєкторами. Купол діаметром 6 метрів, обсерваторія з розсувним дахом.